# سیارک ۱۳۹
سیارک ۱۳۹ (به انگلیسی: 139 Juewa) صد و سی و نهمین سیارک کشف شده‌است که در ۱۰ اکتبر ۱۸۷۴ کشف شد.
قدر مطلق سیارک برابر ۷٫۷۸ است.